# Lidia (stat)
Lidia sau Maeonia (asiriană: Luddu; greacă: Λυδία) a fost un regat din Epoca fierului aflat în vestul Asiei Mici, regiunea antică unde acum este Anatolia, cucerit de perși prin înfrângerea lui Cresus în 546 î. Hr..
Lidia a apărut ca un regat neo-hitit după prăbușirea Imperiului hitit, în secolul al XII-lea î.Hr..

Regiuni antice anatoliene

Se consideră că monezile sunt inventate în Lidia în secolul al VII-lea î.Hr.

## Limbă
Limba lidiană face parte din familia limbilor anatoliene. După cum menționează Strabon, această limbă dispare complet în secolul I î.Hr.

## Istoric

### Istoria timpurie
În perioada hitiților, regiunea era cunoscută sub numele de Arzawa, entitate statală din vestul Anatoliei între secolele al XV-lea și al XII-lea, având capitala la Apasa. Arzawa a fost un aliat al Egiptului Antic, lucru confirmat în Scrisorile de la Amarna. Regii hitiți Suppiluliuma I și Mursili al II-lea reușesc să o înfrângă, transformând-o în trei state vasale.

### Dinastii autohtone
Lidia apare pe harta lumii antice ca un regat neo-hitit cu capitala la Sardes, condusă de trei dinastii (Atyadae, Heraclidae, Mermnadae).
Atyadae
- Manes;
- Atys;
- Lydus;

Heraclidae
- Agron (1216 - ? î.Hr.);
- 17 regi al căror nume este necunoscut;
- Ardys I (795 - 759 î.Hr.);
- Alyattes I (759 - 749 î.Hr.);
- Myrsus (749 - 733 î.Hr.);
- Candaules (733 - 718 î.Hr.) este ucis de către șeful gărzii personale, Gyges;

Mermnadae
- Gyges (718? - 678? î.Hr.) îl ucide pe Candaules și se încoronează rege al Lidiei, întemeindu-și propria dinastie.
- Ardys al II-lea (678? - 624 î.Hr.) reușește să cucerească Priene, oraș grecesc din Ionia;
- Sadyattes (624 – 619 î.Hr.) pornește un război cu Milet, campanie continuată de fiul său;
- Alyattes al II-lea (619 – 560 î.Hr.) cucerește vestul Asiei Mici (Ionia, Caria etc.);
- Cresus (595? – 547? î.Hr.) este învins de către Cirus cel Mare, Lidia devenind satrapie;

### Imperiul Persan
Cresus este învins în 547 î.Hr. de către Cirus cel Mare, Lidia devine satrapie. Primul satrap ales de împărat a fost Tabalus. A avut un rol important în timpul războaielor medice, fiind locul de plecare a armatei și flotei persane spre Grecia. Tot aici au avut loc revoltele polisurilor grecești, cauză a războaielor greco-persane.

### Perioada elenistică

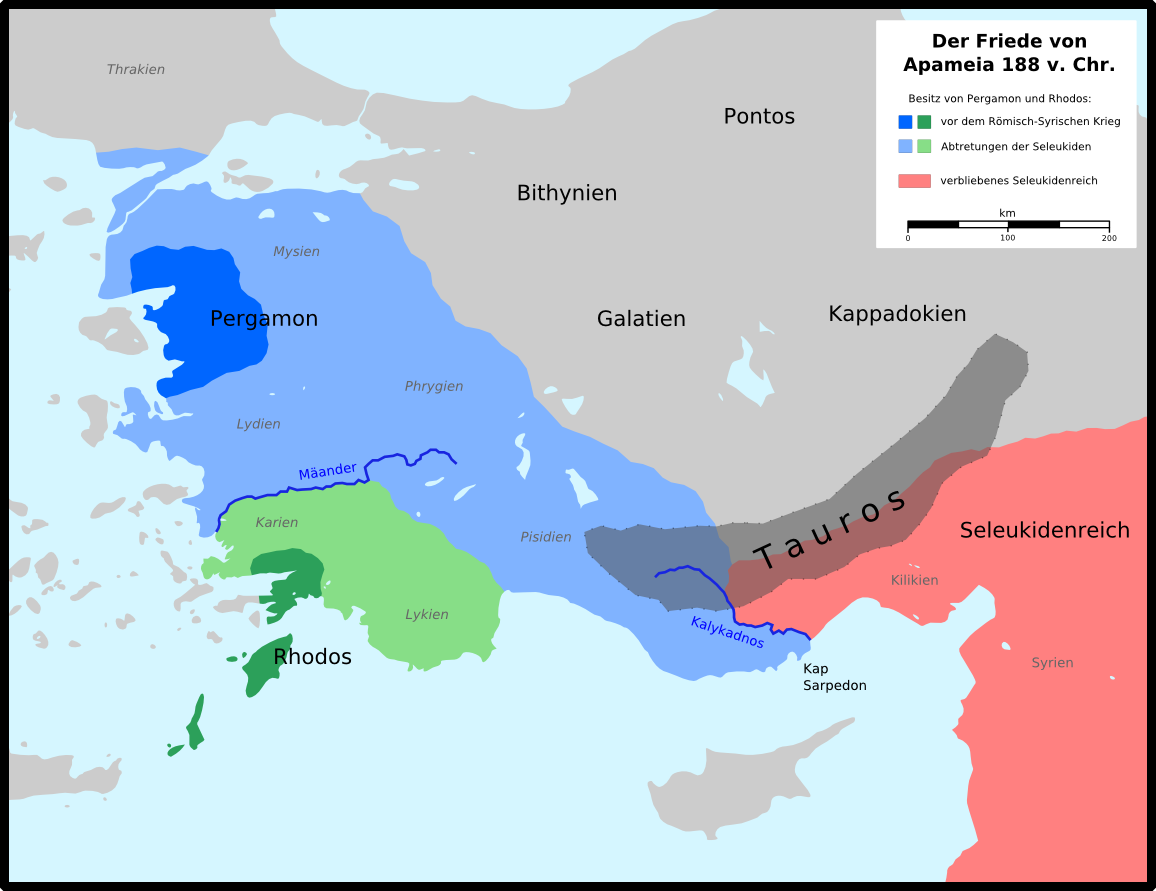
Harta geopolitică a Asiei Mici după tratatul de la Apamea

Prin Lidia armatele macedonene pătrund în Imperiul Ahemenid, unde câștigă o primă luptă în fața perșilor la Granicus.    
Lidia rămâne o satrapie a Imperiului Macedonean până la moartea prematură a lui Alexandru Macedon.
În 282 î.Hr. se formează Regatul Pergamului sub dinastia Attalidă, un viitor vasal roman. Antioch cel Mare, împăratul Imperiului Seleucid, cucerește teritoriul fostei Lidii, Helespontul, Tracia, Macedonia și Grecia în sfera sa de influență. Un viitor conflict între seleucizi și Roma se va produce cu siguranță.
Republica Romană împreună cu aliații săi, Regatul Pergamului și Republica Rodosului, vor înfrânge Imperiul Seleucid. Acest război se soldează cu Tratatul de la Apamea, prin care teritoriul Lidiei lui Alyattes al II-lea este împărțit între Rodos și Pergam.

### Imperiul Roman

Provincia romană Asia.

În 133 î.Hr., regele Pergamului, Attalus al III-lea, lasă moștenire Romei întregul său regat. Alături de Caria, Misia, Frigia și Troada, acesta alcătuia provincia Asia, provincie senatorială în perioada Imperiului Roman.
În perioada tetrarhiei, zona este reorganizată, ajungând în secolul al III-lea d.Hr. în componența Imperiul Roman de Răsărit.